# Universität Karatschi

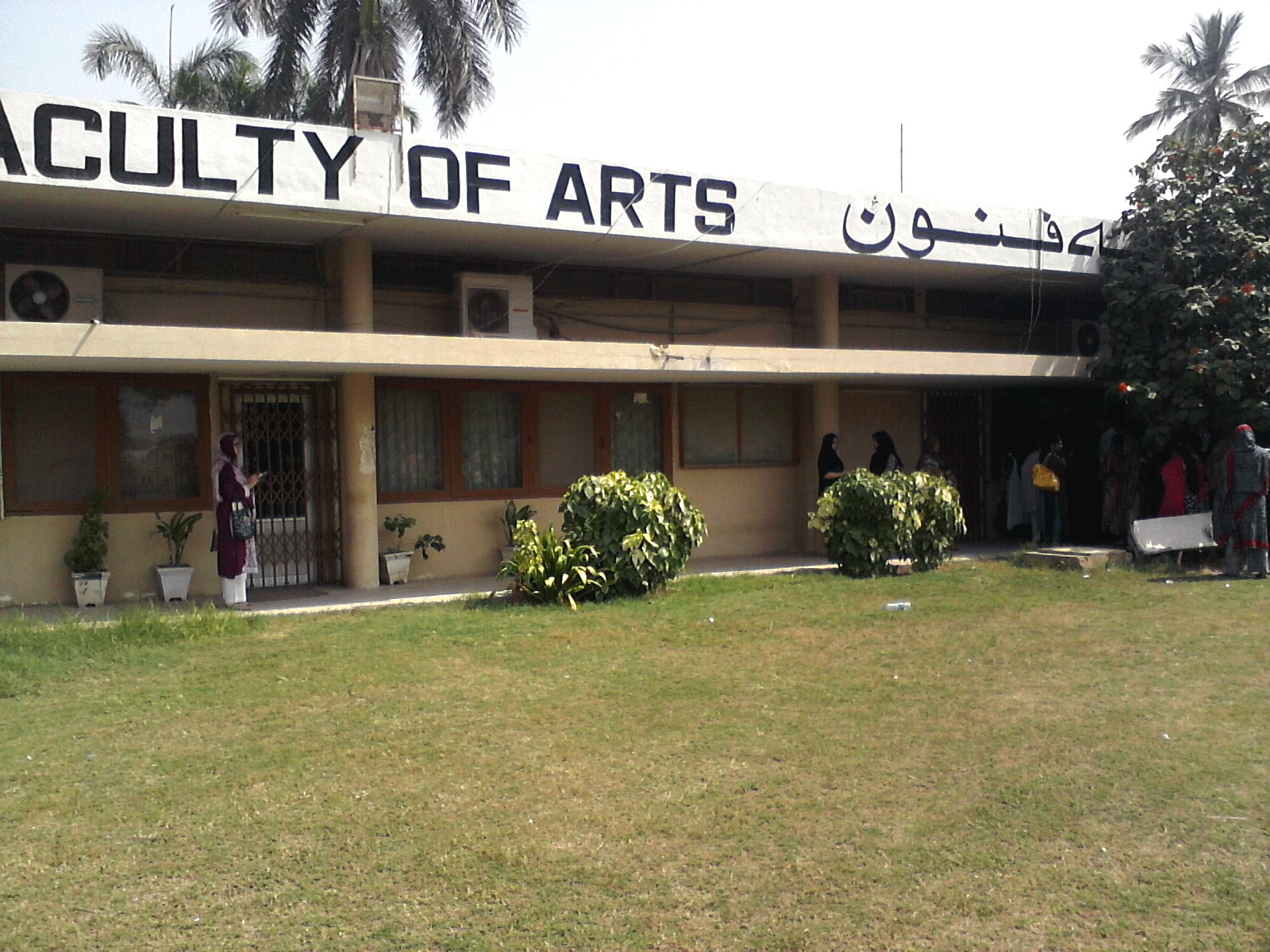
Büro der Fakultät der Künste

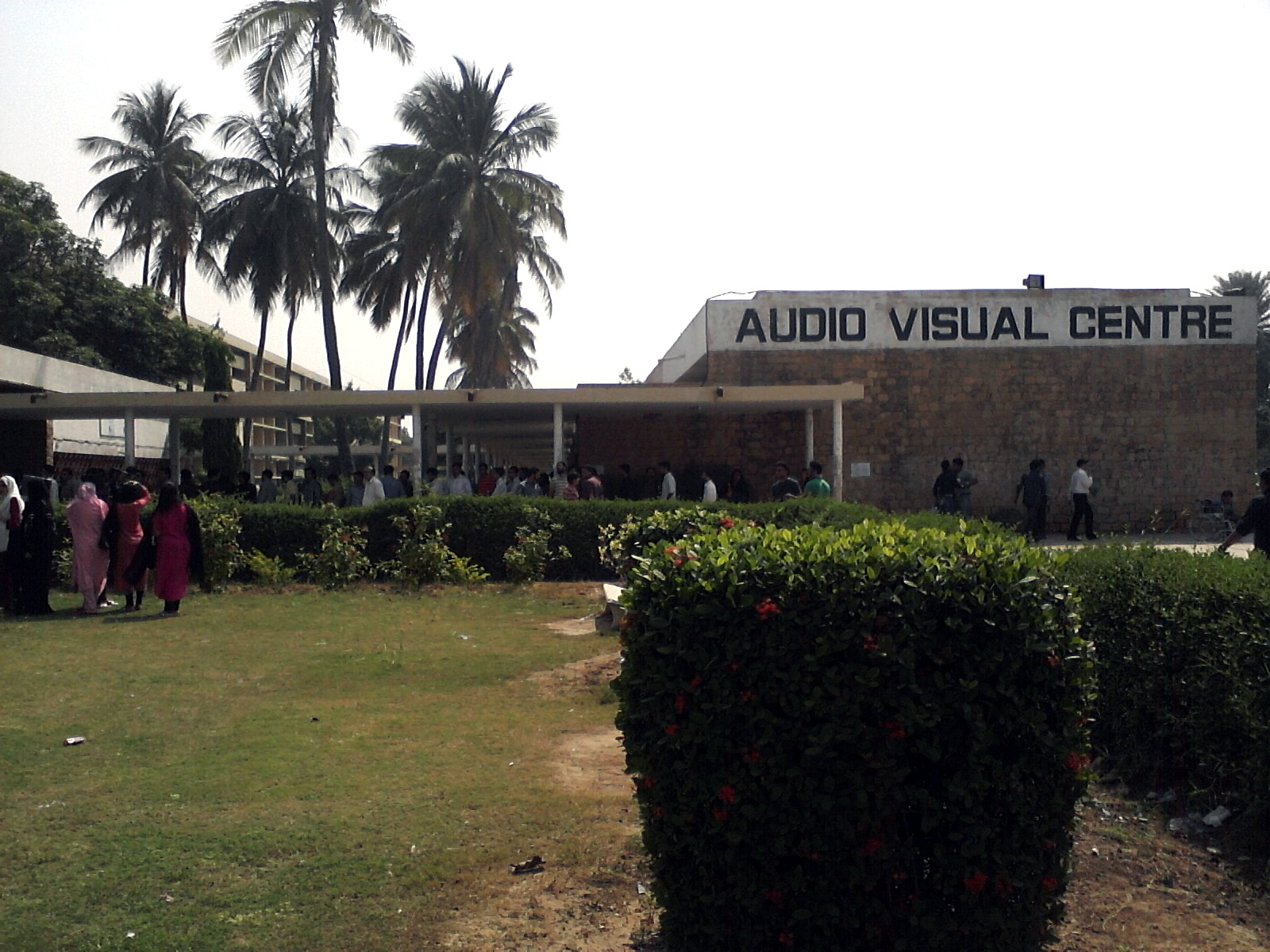
Audiovisuelles Zentrum auf dem Campus

Die Universität Karatschi (Urdu جامعہ كراچى) ist eine staatliche Universität in Karatschi, in der pakistanischen Provinz Sindh. Die Hochschule gehört zu den größten und besten Universitäten in Pakistan, gemessen an der Anzahl angemeldeter Patente und Artikeln in internationalen wissenschaftlichen Zeitungen sowie der Häufigkeit akademischer Konferenzen. Derzeit sind an der Universität Karatschi etwa 20.000 Studenten eingeschrieben und 1.000 Mitarbeiter beschäftigt.

## Geschichte
Die Universität Karatschi wurde im Juni 1951 gegründet und ist damit die viertälteste Hochschule in Pakistan und die älteste in Karachi.

## Fakultäten und Einrichtungen
An der Universität gibt es 43 Fachbereiche, die in 8 Fakultäten organisiert sind:
- Islamstudien
- Künste und Sozialwissenschaften[3]
- Medizin
- Naturwissenschaften
- Pädagogik
- Pharmazie
- Rechtswissenschaften

Außerdem gibt es 17 Forschungszentren und 97 mit der Hochschule verbundene Colleges.

## Berühmte Absolventen
- Abdul Kadir Khan – Ingenieur; Entwickler des pakistanischen Atomwaffenprogramms
- Mohammed Taqi Usmani; Populärer Religionsgelehrter
- Tayyaba Hasan, pakistanisch-US-amerikanische Dermatologin